# Schlage doch, gewünschte Stunde
Schlage doch, gewünschte Stunde (BWV 53) est une aria pour contralto de Georg Melchior Hoffmann, composée autour de 1730 à Leipzig et faussement attribuée à Johann Sebastian Bach. La date de la première exécution est inconnue.

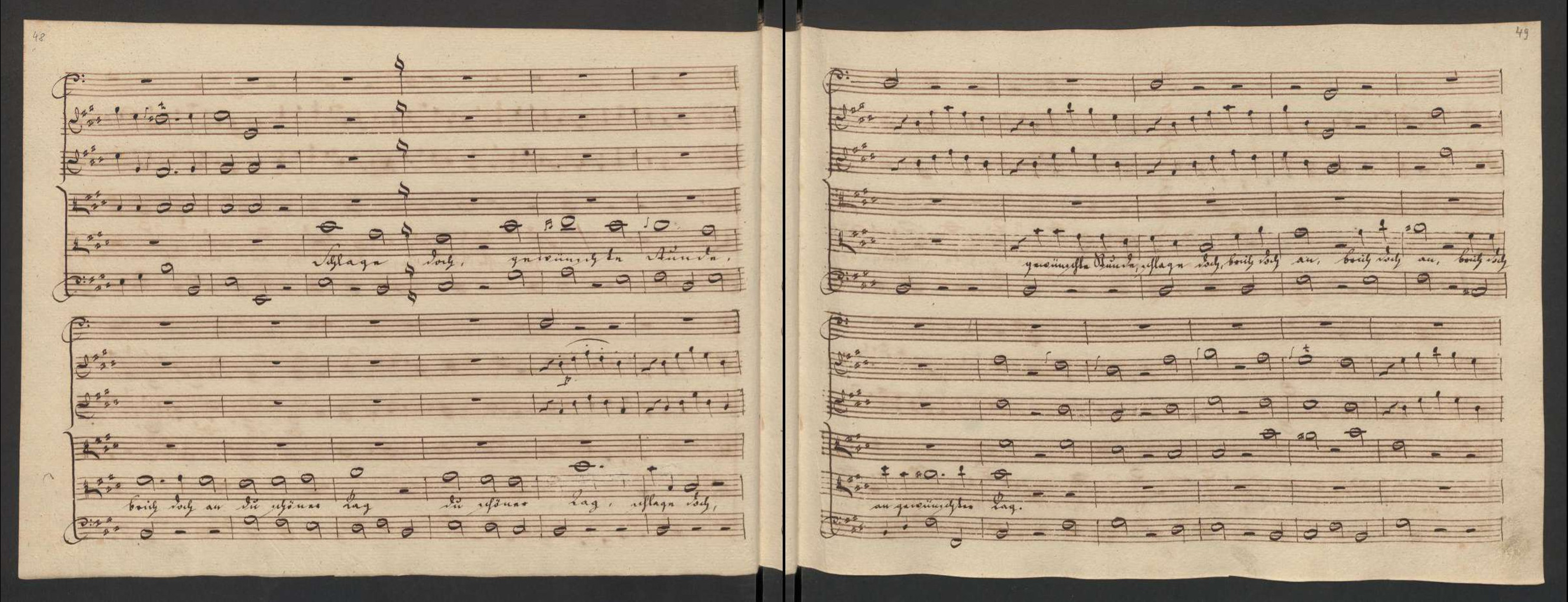
Extraits (page 3 et 4) du manuscrit original de l'aria Schlage doch, gewünschte Stunde

L'instrumentation, très réduite, est prévue pour deux violons, alto, glockenspiel, basse continue et contralto solo, le tout en un seul mouvement.